# Orlando Pirates Sport Club
|  | Aquest article tracta sobre el club namibià de futbol. Vegeu-ne altres significats a «Orlando Pirates Football Club». |

L'Orlando Pirates Sport Club és un club de futbol namibià de la ciutat de Windhoek.

## Palmarès
- Lliga namibiana de futbol:[2]
  - 1990, 2008
- Copa namibiana de futbol:[3]
  - 2002, 2006, 2009